# Cinemax
Cinemax est un groupe de chaînes de télévision payantes américaines spécialisé dans le cinéma. Cinemax fait partie du groupe HBO.

## Histoire
En janvier 2020, le président de la chaîne a déclaré que Cinemax se retire de la production de contenu original, alors que toutes les ressources de la compagnie sont concentrées sur le service HBO Max lancé au printemps 2020.

## Canada
Toutes les productions originales de Cinemax ont été diffusées sur HBO Canada.

## Chaînes Cinemax
- Cinemax
- MoreMax
- ActionMax
- ThrillerMax
- Max Latino
- OuterMax
- MovieMax
- 5StarMax

Logo de la chaine depuis août 2011
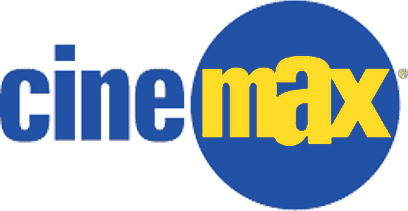
Logo de la chaine en 2010
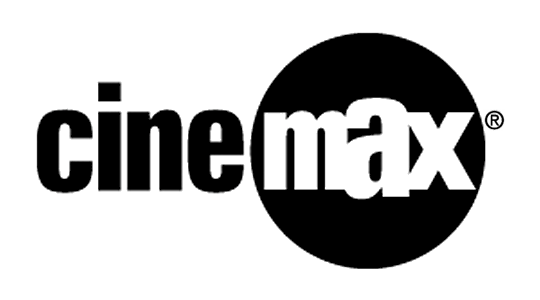
Logo de la chaine en Amérique latine
Logo de la chaine de 2008 - 2011 (variation du logo original en 1997)
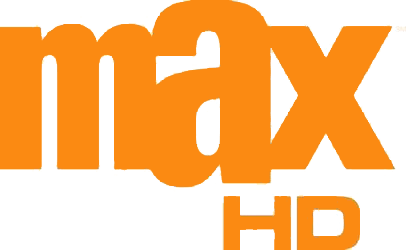
Logo de la chaine MaX HD
Logo de la Max GO (streaming en ligne) depuis 2010
Logo de la chaine depuis 2012

## Horaires et région de diffusion
| Aux États-Unis : - Lundi - 20 h : Comédie - Mardi - 20 h : Suspense - Mercredi - 20 h : Vanguard - Jeudi - 20 h : Drame / Horreur - Vendredi - 20 h : Première - Samedi - 22 h : Action - Dimanche - 20 h : Classique | En Amérique latine : - Lundi : Comédie - Mardi : Classique - Mercredi : Drame - Jeudi : Horreur / Suspense - Vendredi : Vanguard - Samedi : Première - Dimanche : Action |

## Slogan
- 1980 – 1982 : The (24-Hour) Movie Network[2]
- 1982 – 1983 : We Are Your Movie Star[3]
- 1983 – 1984 : Our Difference is Our Movies[4]
- 1984 – 1986 : We Take You to the Stars[5]
- 1986 : Entertainment to the Max[6]
- 1986 – 1988 : It's Max
- 1988 – 1989 : See the Light, See Cinemax[7]
- 1989 – 1991 : More Movies, More Choice[8]
- 1989 – 1991 : Cinemax, The Most Movies on Pay TV (utilisé comme second slogan)
- 1991 – 1993 : Cinemax, If You Like Movies[9]
- 1993 – 1997 : The Best Network for Movies on TV
- 1997 – 2000 : The Movie Service for the Movie Fan
- 2000 – 2003 : Best! Most! Max!
- 2003 – 2008 : Take It to the Movies
- 2008 – 2011 : Take It to the Max
- 2011 – 2013 : We Are Your Movie Channel
- 2013 - 2016 : Max. In Movies.
- depuis 2016 : Follow Us On Cinemax

## Productions originales

### Séries originales
- Strike Back: Project Dawn (2011)
- Hunted (avec BBC, 2012)
- Le Transporteur (Transporter: The Series) (2013, deuxième saison sur TNT)
- Banshee (2013–2016)
- The Knick (2014–2015)
- Outcast (adaptée du comic book éponyme) (2016–2018)
- Quarry (2016)
- Mike Judge Presents: Tales from the Tour Bus (en)[10] (animation, 2017–2018)[11]
- Rellik[12] (série britannique, 2018)[13]
- C.B. Strike (production britannique, 2018, puis sur HBO)[14]
- Warrior[15] (2019–2020, puis HBO Max)[16]
- Jett (en)[17] (2019)[18]
- Trackers[19] (coproduction sud-africaine, 2020)[20]

### Séries pour adultes
Sous le bloc de programmation Max After Dark présenté tard le soir à l'intention des adultes, Cinémax a produit les séries suivantes :
- The Best Sex Ever (2002–2003)
- Black Tie Nights (en) (2004–2005)
- Chemistry (en) (2011)
- Co-Ed Confidential (en) (2007–2010)
- Erotic Confessions (1992–1996)
- The Erotic Traveler (en) (2007)
- Femme Fatales (2011–2012)
- Forbidden Science (en) (2009)
- The Girl's Guide to Depravity (en) (2012–2013)
- Hotel Erotica (2002–2003)
- Hotel Erotica Cabo (en) (2006)
- Hot Line (en) (1995–1996)
- Life on Top (2009–2011)
- Lingerie (en) (2009–2011)
- Passion Cove (en) (2000–2001)
- Sex Games: Vegas / Cancun (2005–2006)
- Sin City Diaries (en) (2007)
- Skin to the Max (2011–2012)
- Topless Prophet (2014)
- Working Girls in Bed (2013)
- Zane's The Jump Off (en) (2013)
- Zane's Sex Chronicles (en) (2008–2010)